# 4089 Galbraith
A 4089 Galbraith (ideiglenes jelöléssel 1986 JG) a Naprendszer kisbolygóövében található aszteroida. Palomar fedezte fel 1986. május 2-án.